# Fitzhugh Lee
Fitzhugh Lee (né le 19 novembre 1835 et mort le 18 avril 1905) est un militaire américain. Neveu du général Robert Lee, il fut commandant de cavalerie dans l'armée des États confédérés durant la guerre de Sécession. Après la guerre civile, il fut gouverneur de l'État de Virginie (1886-1889) et diplomate. Il retourna dans l'armée durant la guerre hispano-américaine et atteignit le grade de brigadier général.

## Biographie
Fitzhugh Lee est diplômé de l'académie militaire de West Point en 1856.